# クリプトスポリジウム
クリプトスポリジウムは、アピコンプレックス門に属する原虫であり、ヒトを含む脊椎動物の消化管などに寄生する。種と宿主の組み合わせ次第ではクリプトスポリジウム症を引き起こし、致死的になる場合もある。クリプトスポリジウム・パルバム（遺伝子型1または2）は病原性原虫としては唯一、感染症法により特定病原体等（四種病原体）に指定されている。分類学上はクリプトスポリジウム属(Cryptosporidium Tyzzer, 1907)とし、この1属をもってクリプトスポリジウム科 Cryptosporidiidae Leger, 1911 を構成する。学名は、ギリシア語でkryptos隠れた + ラテン語のsporidium担子胞子（sporaで種）に由来する。

## 形態
環境中ではオーシスト (oocyst) となっており、環境条件にかなりの耐性を持っている。大きさは3μmから8μm程度までと種によって異なるが、類円形・楕円形をしており厚い壁に包まれている。クリプトスポリジウムはコクシジウム類（球虫類）に属するが、しかし形態は通常のコクシジウム類とは異なり、オーシスト中にスポロシストがなく直接4個のスポロゾイト（種虫、sporozoite）と残体 (residual body) が存在する。

## 宿主
宿主はヒトを含む幅広い脊椎動物であり、世界中に分布している。魚類からは淡水・海水を問わず報告があるが、あまり研究されておらず詳細はよくわかっていない。両生類はさらに報告が少ないが、少なくともカエルを宿主とする種が存在する。爬虫類は特にクリプトスポリジウムの影響を強く受け、感染すると慢性的な症状を示し衰弱する。研究はそれほど進んでいないものの、飼育・繁殖家にとって時として重大な問題になる。鳥類では家禽や愛玩鳥類から報告があり、病原性を示す場合も多い。哺乳類からは野生・家畜を問わず幅広い分類群にわたって報告があり蔓延している、不顕性の場合もあればクリプトスポリジウム症を発症する場合もある。

## 生活環

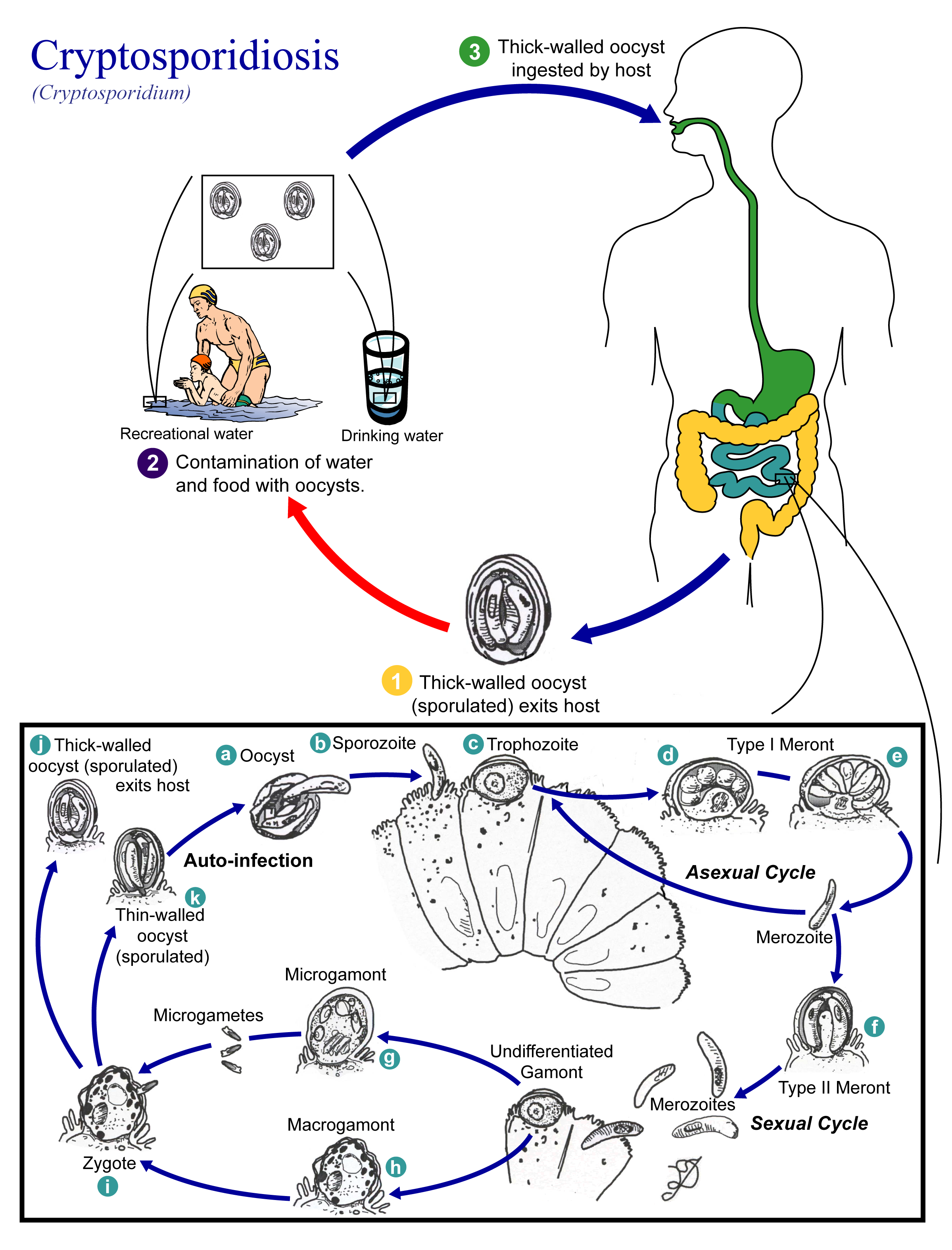
クリプトスポリジウムの生活環

クリプトスポリジウムは一宿主性であり、媒介者や中間宿主を必要としない。クリプトスポリジウムのオーシストは宿主体内で成熟が完了しており、糞便と共に排出された時点で感染能を持っている。以下の説明は小腸へ寄生する種（C. parvumなど）に基づいている。
宿主体内へ経口摂取されると、小腸で脱嚢してバナナ状のスポロゾイトが放出される。コクシジウム類では脱嚢するために還元的条件や膵液・胆汁にさらされることが必要であるが、クリプトスポリジウムでは単に暖かい水にさらされるだけでもよく、以上の条件があればさらに促進される。スポロゾイトは粘膜細胞の微絨毛へと侵入してメロゴニー (merogony) とよばれる無性生殖を行う。まずスポロゾイトの前端が細胞表面に接着すると微絨毛がこれを取り囲み、細胞表層に薄い細胞質に取り囲まれた胞ができる。この胞の中で球形のメロント (meront) に成長し、核ならびに細胞が多分裂して複数のメロゾイト（娘虫体、merozoite）を生じる。細胞外へと放出されたメロゾイトはふたたび他の微絨毛に感染してメロゴニーを繰り返す。
メロントには2つ（種によっては3つ）のタイプがあり、生じるメロゾイトの数で区別されている。C. parvum の場合、タイプ1メロントは6ないし8個のメロゾイトを生じてメロゴニーを繰り返し、タイプ2メロントは4個のメロゾイトを生じてガメトゴニー (gametogony) と呼ばれる有性生殖を行う。タイプ2メロントから生じたメロゾイトは、新しい微絨毛に侵入すると雄性生殖母体 (microgamont) と雌性生殖母体 (macrogamont) のいずれかへと分化する。雄性生殖母体は16個の雄性生殖体 (microgamete) となり細胞外へと放出される。雄性生殖体には鞭毛がないが、これが雌性生殖体 (macrogametes) に到達すると受精し接合体 (zygote) となる。接合体は発育して4個のスポロゾイトを有するオーシストとなり、これが遊離して糞便とともに外界へ排出される。しかし一部のオーシストは壁が薄く、体内でスポロゾイトを放出し再びメロゴニーに移行する。
なお実験条件下では細胞外でグレガリナに良く似た形態を取ることが報告されている。すなわち先節(epimerite)、前節(protomerite)、後節(deutomerite)という3部構造をとり、後節にのみ細胞核が存在する。また連接(syzygy)に似た現象も観察されている。

## 歴史
クリプトスポリジウムは1907年アメリカの寄生虫学者ティザー (Ernest Edward Tyzzer) によって実験動物のネズミから見出された。しかしそのあと半世紀に渡って他のコクシジウム類と混同されてきた。とくに肉胞子虫はオーシスト壁が薄く、4つのスポロゾイトを含んだスポロシストを放出しやすいため、それがクリプトスポリジウムのオーシストと紛らわしかったのである。電子顕微鏡が使われるようになって、微絨毛の内部に寄生し "feeder organelle" を持つという特徴が認識されるようになった。
病原性については1970年代までほとんど意識されなかった。1976年にヒトでの病原性が明らかにされ、1983年に水道を介した集団感染が発生したため、現在は旅行者下痢症や水系感染症の病原体として重要視されるようになっている。

## 分類
クリプトスポリジウム属はアピコンプレックス門に属し、伝統的にコクシジウム類であるとされてきた。しかし分子系統解析によると、むしろグレガリナ類に近縁である可能性が示唆されている。
クリプトスポリジウムの種分類には若干の混乱がある。形態の違いが乏しいことと、かつて宿主特異性が厳格だという誤解があったため、一時期記載された大量の種が一転1種にまとめられるという経緯を経ているためである。クリプトスポリジウムは有性生殖を行うが、交配実験を行うのが難しいため「生物学的種概念」を適用するのが困難である。またアピコンプレックス門で多用されているオーシストの形態測定により種を定義することも難しい。しかし現在では分子系統解析などにより次第に整理されてきている。
分子系統解析によれば、クリプトスポリジウムは胃に感染するオーシストがやや大型のものと、腸に感染するやや小型のものとに大別できることがわかっており、現在のところ次にあげる19種が認められている。

### 大型種
大型種のオーシストはおよそ7×5μm程度以上であり、感染部位は胃である。
C. muris Tyzzer, 1907 ネズミクリプトスポリジウム
主な宿主は齧歯類であるがヒトやラクダにも感染する。
C. andersoni Lindsay, Upton, Owens, Morgan, Mead et Blagburn, 2000 アンダーソンクリプトスポリジウム
主な宿主はウシである。
C. galli Pavlasek, 1999
様々な鳥類に寄生する。
C. serpentis Levine, 1980
ヘビ・トカゲに寄生する。オーシストは6×5μmと中間的だが、分子系統解析では大型種に近いことがわかっている。
C. fragile
カエルから見出された。
C. molnari Alvarez-Pellitero et Sitja Bobadilla, 2002
魚類に寄生する。この種はオーシストが5μm程度の球形と小さく、また分子系統解析が行われていないため他の大型種と近縁かどうかは不明。感染部位も主に胃だが、腸にも認められる。

### 小型種
小型種のオーシストは5×4.5μm程度で、感染部位は基本的には小腸である。
C. parvum Tyzzer, 1912 小形クリプトスポリジウム
主な宿主は反芻動物とヒトである。感染部位は小腸の絨毛。ウシ型 (bovine genotype) ないし遺伝子型2と呼ばれるものが C. parvum とされている。感染症法四種病原体。しかし元来実験室のマウスから見出された原虫を C. parvum と命名したことから、それは現在のマウス型 (mouse genotype) であり、ウシ型は C. pestis という新種にすべきという意見が出されている。現在動物命名法国際審議会の裁定を仰いでいる状況である。
C. hominis Morgan-Ryan, Fall, Ward, Hijjawi, Sulaiman, Fayer, Thompson, Olson, Lal et Xiao L, 2002	ヒトクリプトスポリジウム（ヒト型クリプトスポリジウム）
ヒト、サル。ヒト型 (human genotype) ないし遺伝子型1とされていたものである。感染症法四種病原体。
C. wrairi Mead, J.R. and Blagburn モルモットクリプトスポリジウム
実験動物のモルモットから見出される小型種である。
C. felis Iseki, 1979 猫クリプトスポリジウム
主な宿主はネコであるが、ヒトやウシにも感染する。
C. canis Fayer, Trout, Xiao, Morgan, Lal et Dubey, 2001 犬クリプトスポリジウム
主な宿主はイヌ科動物であるがヒトにも感染する。かつてイヌ型 (dog genotype) とされていたものである。
C. suis Ryan, Monis, Enemark, Sulaiman, Samarasinghe, Read, Buddle, Robertson, Zhou, Thompson et Xiao, 2004 豚クリプトスポリジウム
主な宿主はブタであるがヒトにも感染する。かつてブタ型とされていたものである。
C. bovis Fayer, Santin et Xiao, 2005 牛クリプトスポリジウム
主な宿主は離乳後の仔牛である。かつてウシB型 (bovine B genotype) とされていたものである。
C. ryanae
主な宿主はウシである。オーシストが3.2×3.7μmと非常に小さい。かつてシカ類似型 (deer-likegenotype) とされていたものである。
C. fayeri
有袋類から見出された。有袋類I型 (masupial genotype I) とされていたものである。
C. macropodum
有袋類から見出された。有袋類II型 (masupial genotype II) とされていたものである。
C. meleagridis Slavin, 1955 シチメンチョウクリプトスポリジウム
主な宿主はシチメンチョウだが、オウムやヒトにも感染する。
C. baileyi Current, Upton et Haynes, 1986
鳥類に比較的広く寄生する。感染部位は腸および呼吸器。オーシストは6×4.5μm程度とやや小型で細長い。
C. varanii
トカゲなどに寄生する。感染部位は腸および総排出腔。C. saurophilum Koudela et Modrý, 1998はシノニム。

### Piscicryptosporidium
1996年に Piscicryptosporidium 属が設立され、P. reichenbachklinkei と P. cichlidis の2種が記載されている。これらは魚類の消化管上皮に寄生しておりクリプトスポリジウムと良く似ているが、上皮細胞の表層ではなく内部に寄生する点が異なっている。似たような種が Cryptosporidium scophthalmi として記載されている。分子系統解析が行われていないため、これらの種とクリプトスポリジウムとの系統関係は不明である。

## 影響
環境中では4〜6μmの大きさのオーシストを呈しており増殖することはないが、ひとたびヒト、イヌ、ネコ、ウシ等の哺乳類の体内に取り込まれると、オーシストから放出されたスポロゾイトが消化器系、特に小腸に寄生して増殖する。増殖において一部は再びオーシストを形成し（上記、生活環参照）糞便とともに環境中に放出される。糞便中に含まれるオーシストはヒトの場合10億個/日、大型の家畜においては100億個/日に達する。
水源等が汚染され、しばしば飲料水や水道水に混入して集団的な下痢症状を発生させることがある。下痢は水様便を呈し、3l/日、回数にして数十回/日に達する。現在、特効薬は無いが、1-2週間程度で自然治癒する。旅行者下痢症の一因でもある。AIDSなど免疫不全症を発症している患者の場合、死に至る事もある。
上水道の残留塩素など塩素消毒ではオーシストを不活化させることができないため、先進国においてもしばしば集団感染が報告されている。有名な事例として，米国ウィスコンシン州ミルウォーキー市（1993年）や埼玉県越生町（1996年）の感染事故があげられる。今後、水道民営化で安全より営利を優先する流れから日本各地で感染事故の激増に警鐘が鳴らされている

## 対策
河川・湖沼などから取水し飲用水を供給する浄水場では、凝集・堆積・濾過による通常濾過処理を行っている。塩素消毒に対して強い耐性があるが、高濃度の塩素で長時間処理することで不活化できる。紫外線処理によっても不活化できる。
浄水場における対策
- 水源を替える。
- 凝集処理を適切に行い、クリプトスポリジウムを含む濁質の除去率を上げる。
- 急速ろ過池ではろ過池逆洗流量を調整するスローダウン (SD) ・スロースタート (SS) 方式を採用し、濁質の除去率を上げる。
- 膜ろ過処理の導入。
- オゾン処理の追加。
- 紫外線処理の追加。

使用者の対策
- 飲用に使用する水は、煮沸を行う。1分程度の煮沸でオーシストの感染力は失われる。

その他
- 水源地の上流に放牧地等が存在する場合には、家畜の屎尿を流入させない処理施設を整備する。
- 哺乳動物の糞便の混入及び除去率の確認のため、大腸菌及び嫌気性芽胞菌の検査を実施する。
- 家庭用浄水器は、ほとんどの製品で膜の孔径を表示していない為、その有効性を評価できない。

補足
- オゾン処理は、低水温時に消毒効果が大きく低下することが明らかになった。
- 紫外線消毒は、消毒効果が高いことが分かっているが、クリプトスポリジウムが濁質の影に隠れる可能性と、その場合の対策を検討する必要がある。
- 膜処理では、膜の損傷の検出と、対策が重要である。
- 2001年（平成13年）11月13日付の厚生労働省健康局水道課水道水質管理室による「水道におけるクリプトスポリジウム暫定対策指針」によれば「ろ過池出口の水の濁度を常に0.1度以下に維持すること。」となっている。

## その他
C. parvumおよびC. hominisのゲノム配列が決定されている。